# 伊莱·惠特尼

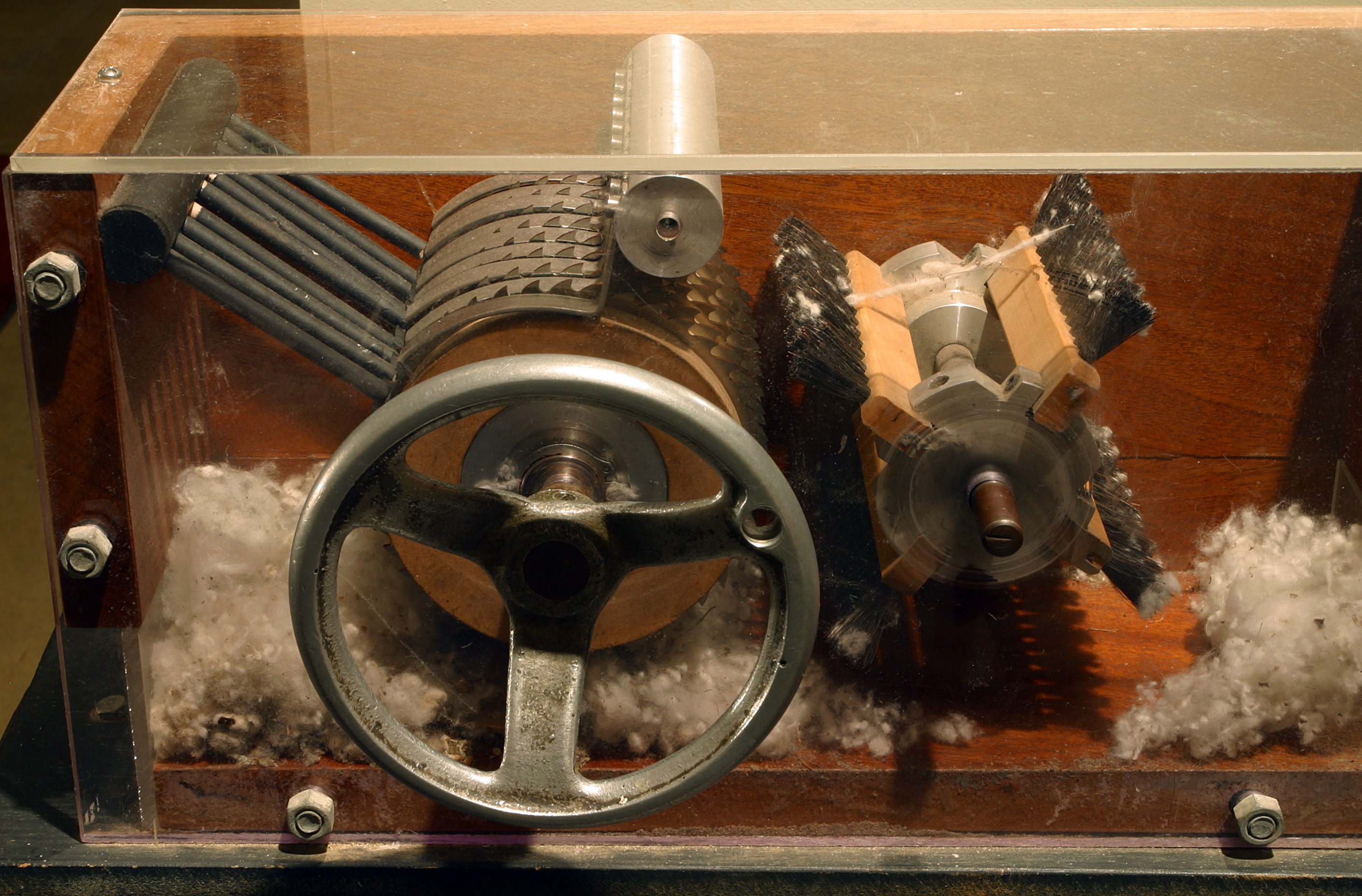
伊莱·惠特尼轧花机实物。

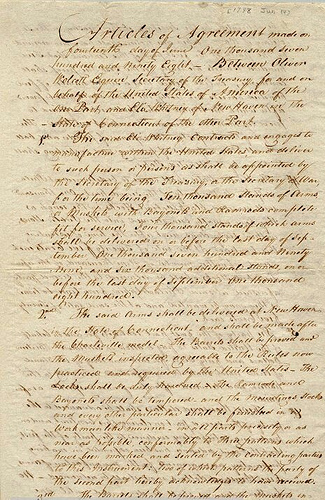
惠特尼与美国政府与1786年签订的军火供应商合约。

伊莱·惠特尼（英語：Eli Whitney，1765年12月8日—1825年1月8日）是活跃于美国18世纪末至19世纪初的一位发明家、机械工程师和机械制造商。他发明了軋花機，联合发明了铣床，并提出了可互换零件的概念，为人类工業的发展做出了重要贡献。

## 发明轧花机
惠特尼于1765年12月8日生于美国马萨诸塞州韦斯特伯勒。作为一位发明家和机械工程师，他最为人所知的成就是于1793年发明了轧花机，将相关流程的生产效率提高了约50倍，从而使得美国南方山地短纤维棉花的成为一种有利可图的作物。轧花机的发明一方面促进了当地的经济繁荣，另一方面却极大地巩固了南方蓄奴制庄园经济，从而无意中为美国南北战争的战前格局埋下伏笔。尽管轧花机的发明带来了巨大的社会冲击，然而围绕着其专利的法律纠纷却蚕食了惠特尼从中获得的利润，令他不得不通过美国政府的军火订单来弥补开销。

## 提出可互换零件概念
在1798年當時美国正笼罩在可能要与法国开战的阴影之下，惠特尼抓住機會接受美国政府的委托，在1800年为美军供应10000至15000支步枪。他按照枪支零件的尺寸设计出一套专门器械和流程，能讓一般工人操作這些器械分工生产不同的步枪零件。用这种工艺流程生产出来的零件尺寸及公差均一，任何零件皆能适用于任意一把同型号的步枪，只要将它们组装起来便可成为一支完整的步枪。不过惠特尼对军火生产并不是非常热心，他把主要精力投放在市场行情愈见看好的轧花机的生产和推广上，甚至为了轧花机生意而屡屡拖延军火的交付，生产出来的枪支品质也不尽如人意。后来为了改善与美国政府的关系，惠特尼将政府代表请来进行可互换零件的展示。他在观众面前把一些造好的枪支全部拆散，然后随便从中取出零件就组成了一把完全可用的步枪。而在当时流行的工艺是每把枪由头到尾皆由一位工匠打造，同型号的每一把枪的零件都无法互换。惠特尼的创新表現让在场的政府代表佩服不已。
1798年刚刚接到上述订单时惠特尼并没有制作枪支的经验，而该订单投产的前期亦未闻他提及互换性的概念。该委托开始10个月后，时任美国财政部长的小奥利弗·沃尔科特给他送去了一份“关于枪械生产的外国小册子”之后不久惠特尼就开始谈论零件的“互换性”问题了。因此也有人认为可互换零件的概念并非惠特尼首创，但他是首位公开展示有关技术创新的业内人士这一点确凿无疑。

## 共同发明铣床
在1814年到1818年间，惠特尼和其他几位同行为了改进枪支的生产而共同发明了铣床，目前尚存的人类最早的铣床是也由惠特尼制造的。

## 去世和世博会
惠特尼因前列腺癌于1825年1月8日于美国康涅狄格州纽黑文去世，享年59岁。1851年，装有可互换零件的器械和惠特尼发明的轧花机一道在英国伦敦第一届世博会（万国工业博览会）上的美国展区展出，其崭新的概念得到了各方重视。该技术经过发展和广泛应用后，极大地改变了传统机械制造的面貌。